# TBS今週のポップスベストテン
『TBS今週のポップスベストテン』（ティービーエスこんしゅうのポップスベストテン）は、TBSラジオの制作で1975年4月から1984年3月まで放送された洋楽チャートラジオ番組。パーソナリティは小島一慶。
本項では前身番組にあたる『今週のベスト・テン』『ホリデイ・イン・ポップス（TBSトップ40）』『全国ポップスホットテン』『TBS今週のベストテン』についても述べる。

## TBSラジオにおける音楽チャート番組の変遷

### 『今週のベスト・テン』
TBSラジオのチャート番組の源流は、1957年1月に放送を開始した『今週のベスト・テン』まで遡る。
日本におけるチャート番組の草分けとされる『ユア・ヒット・パレード』（文化放送＝1955年10月放送開始）から遅れること1年あまり、番組開始当初は水曜日の日中（午後2時から）の放送であった。
本番組の歴代パーソナリティには、若手時代の山本文郎や鈴木史郎といったTBSアナウンサーや、後にラジオ関東（現・ラジオ日本）の『全米トップ40』で進行役を務めることになる湯川れい子も名を連ねている。

### 『ホリデイ・イン・ポップス（TBSトップ40）』～『全国ポップスホットテン』
「今週のベスト・テン」は1969年に発展的解消し、『パック・イン・ミュージック』で人気だった俳優の若山弦蔵とディスクジョッキー・音楽評論家の八木誠、そして女性バイリンガルDJのはしりだったニッキー・山室（山室直子）のトリオによる新番組『ホリデイ・イン・ポップス』（日曜13時30分～）に内包される形で、新たに「TBSトップ40」として放送を開始。ただしチャートに関する各種記録の取り扱いは『今週のベスト・テン』から連続したものとされた（後継番組も同様）。
『ホリデイ・イン・ポップス』終了を機に、チャートの発表は『全国ポップスホットテン』のタイトルで再度独立番組となる（1970年10月）。パーソナリティは八木誠と牧村真吾。その後、パーソナリティはTBSアナウンサーの宮内鎮雄に交代し、この番組名での放送は1972年3月まで続いた。
なお、八木・牧村時代の音源は2020年6月8日のTBSラジオ『たまむすび』放送内で、当時の番組スポンサーだった三井造船（現・三井E&Sホールディングス）のコマーシャルとともにオンエアされている。

### 『TBS今週のベストテン』
1972年4月より、邦楽（歌謡曲）チャートと洋楽（ポピュラー）チャートの発表がひとつの番組に内包され、『TBS今週のベストテン』としてリニューアルされる。歌謡曲ベストテンとポピュラーベストテンは独立しており、それぞれのチャートを交互に発表する形であった。
ポピュラーのベストテン（番組内での呼称は「TBS今週のポピュラーベストテン」）は『全国ポップスホットテン』から引き続き宮内鎮雄が担当、歌謡曲のベストテン（番組内での呼称は「TBS今週の歌謡曲ベストテン」）は久米宏が担当した。
その後、ポピュラーベストテンの担当は小島一慶に交代。小島時代より、小島と久米がそれぞれサイコロを振り、「大きい目が出たほうの担当する曲を多く流す」というスタイルに変更。これは、邦洋両方のベストテンを発表するにもかかわらず放送時間が正味40分程度しかなく、イントロから流す曲を1曲でも多く増やしたいという苦肉の策でもあった。

## 番組概要

### 『TBS今週のポップスベストテン』として独立
1975年4月より歌謡曲とポピュラーのベストテンは分割され、歌謡曲ベストテンは『せんみつのわくわくサンデー～只今ヒット中～』（日曜12時40分～）のタイトルで独立番組となる（翌1976年より『TBS今週の歌謡曲ベストテン』に改題し、1977年より『ラジオリクエスト大賞 森田公一の青春ベストテン』となる）。ポピュラーベストテンも『TBS今週のポップスベストテン』と番組名を改めた上で独立番組となり、引き続き小島一慶の担当でランキングの発表が続くこととなった。
この番組改題・独立に際しても、ランキングに関する記録集計は『今週のベスト・テン』時代から連続・通算しての扱いとなっており、1979年には『今週のベスト・テン』スタートから20年あまりの通算記録が編纂され、同年の大晦日には1970年代の10年間ランキング（詳細後述）が発表されている。
放送時間は当初月曜19:00 - 19:30だったが、その後は大半の期間で日曜2:30 - 3:00（土曜26:30 - 27:00）であった。

1982年より番組タイトルは『TBSポップスベストテン』に改題されたものの、番組内容・パーソナリティに変更はなかった。

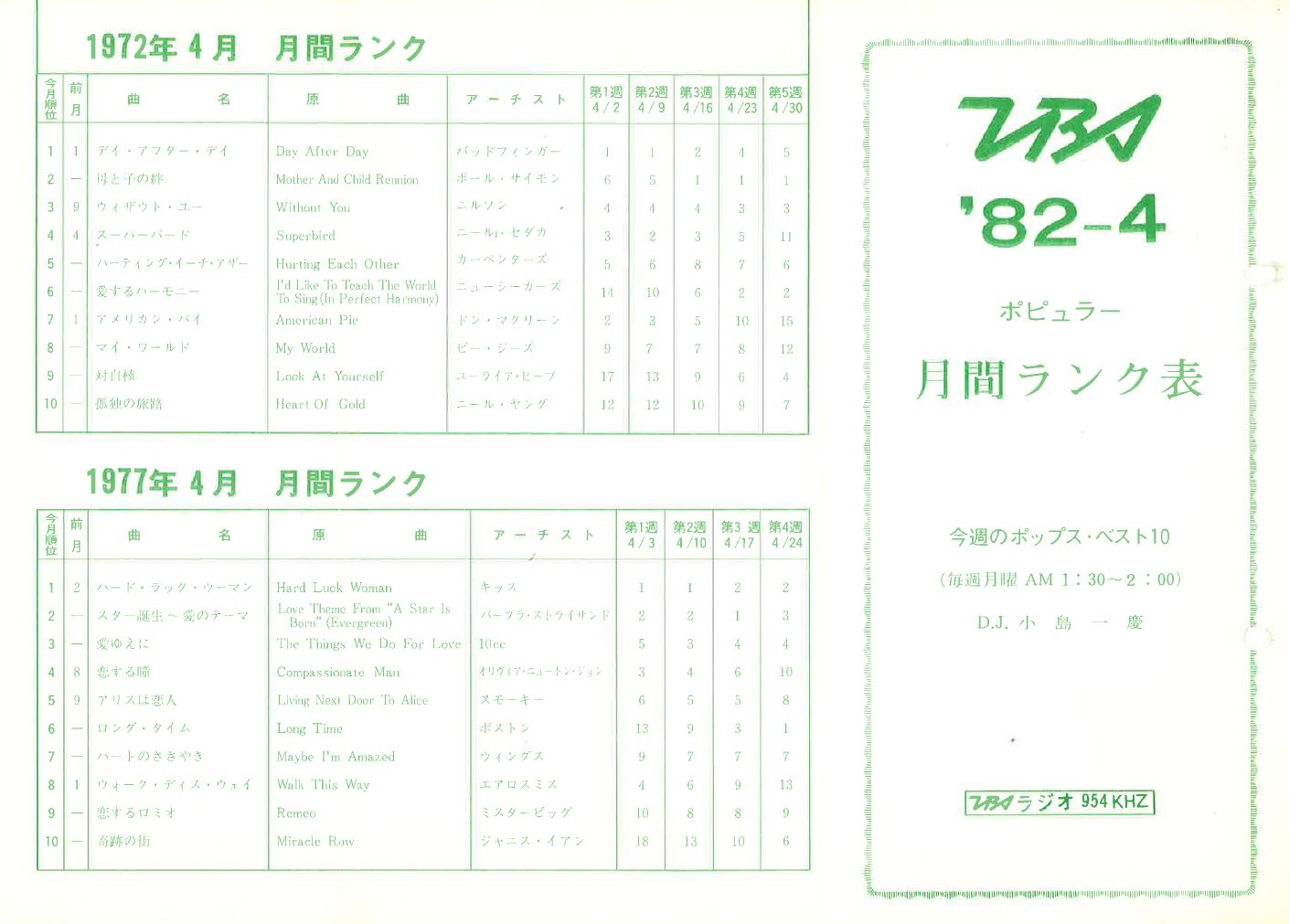
月間ランク表の表面（1982年4月）。ここには5年前と10年前の月間ランキングが記されている。

### ランク表
『ホリデイ・イン・ポップス（TBSトップ40）』時代より、希望するリスナーに対してランク表の配布が行われていた（右図参照）。
これは、返信用切手を貼った封筒を番組に送ることで貰えたもので、聴取者サービスの一環でもあった。

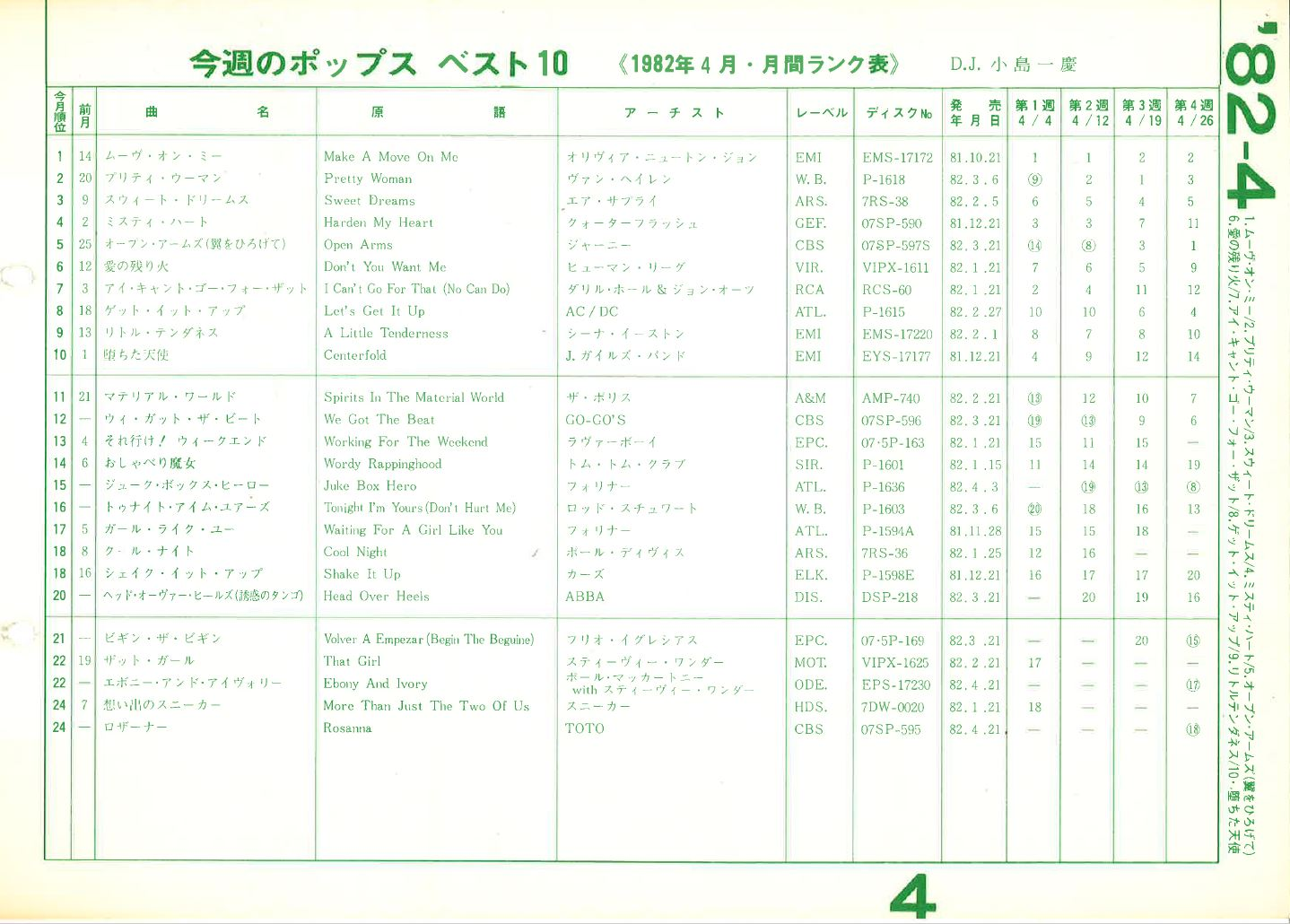
月間ランク表の裏面（1982年4月）。1か月間のランキング推移に加え、レコード番号や発売日なども付記されている。

TBSトップ40時代はほぼ毎週の発行で、楽曲名（原題）、アーティスト名に加えてレーベル・レコード番号が記載されたものであった。表紙にはパーソナリティ3名（若山・山室・八木）の写真があしらわれていた。
『TBS今週のベストテン』以降は月に1回の発行で、楽曲の週間ランキングに対して1位を20点、以下1点刻みで20位を1点としたものを集計し、月間ランキング形式にして掲載。ランクインしたすべての楽曲の週間順位推移はもちろん、レーベル・レコード番号・（日本盤）発売日が記載されており、資料的価値も非常に高いものであった。

## 各種記録

### 年間ランキング第1位獲得曲
原則として本項でのアーティスト・曲名表記および第1位獲得曲は、『今週のベスト・テン』時代からのチャートデータを基に編纂された『洋楽ヒットチャート大事典』（八木誠監修・著）の各年度ランキングに記載されている表記に従う。
| 年度                                                       | 楽曲                                         | アーティスト                                                         | 備考                   |
| 『今週のベスト・テン』                                     | 『今週のベスト・テン』                       | 『今週のベスト・テン』                                               | 『今週のベスト・テン』 |
| ---------------------------------------------------------- | -------------------------------------------- | -------------------------------------------------------------------- | ---------------------- |
| 1956年                                                     | エデンの東                                   | ヴィクター・ヤング楽団                                               |                        |
| 1957年                                                     | エデンの東                                   | ヴィクター・ヤング楽団                                               | 2年連続年間第1位       |
| 1958年                                                     | 真夜中のブルース                             | ベルト・ケンプフェルト楽団                                           |                        |
| 1959年                                                     | 小さな花（可愛い花）                         | ボブ・クロスビーとボブ・キャッツ／クリス・バーバーズ・ジャズ・バンド |                        |
| 1960年                                                     | 太陽がいっぱい                               | フィルム・シンフォニック楽団                                         |                        |
| 1961年                                                     | 太陽がいっぱい                               | フィルム・シンフォニック楽団                                         | 2年連続年間第1位       |
| 1962年                                                     | 禁じられた遊び                               | ナルシソ・イエペス／ヴィセンテ・ゴメス                               |                        |
| 1963年                                                     | ヘイ・ポーラ                                 | ポール＆ポーラ                                                       |                        |
| 1964年                                                     | ロシアより愛をこめて                         | マット・モンロー                                                     |                        |
| 1965年                                                     | ゴールドフィンガー                           | シャーリー・バッシー                                                 |                        |
| 1966年                                                     | 夜のストレンジャー                           | フランク・シナトラ                                                   |                        |
| 1967年                                                     | 花のサンフランシスコ                         | スコット・マッケンジー                                               |                        |
| 1968年                                                     | サウンド・オブ・サイレンス                   | サイモン＆ガーファンクル                                             |                        |
| 『ホリデイ・イン・ポップス』／「TBSトップ40」              |                                              |                                                                      |                        |
| 1969年                                                     | ラヴ・チャイルド                             | ダイアナ・ロス＆シュープリームス                                     |                        |
| 『全国ポップスホットテン』                                 |                                              |                                                                      |                        |
| 1970年                                                     | コンドルは飛んでいく                         | サイモン＆ガーファンクル                                             |                        |
| 1971年                                                     | 恋のかけひき                                 | ハミルトン、ジョー・フランク＆レイノルズ                             |                        |
| 『TBS今週のベストテン』／「TBS今週のポピュラーベストテン」 |                                              |                                                                      |                        |
| 1972年                                                     | メタル・グゥルー                             | T.レックス                                                           |                        |
| 1973年                                                     | イエスタデイ・ワンス・モア                   | カーペンターズ                                                       |                        |
| 1974年                                                     | ジェット                                     | ポール・マッカートニー＆ウイングス                                   |                        |
| 『TBS今週のポップスベストテン』／『TBSポップスベストテン』 |                                              |                                                                      |                        |
| 1975年                                                     | キラー・クイーン                             | クイーン                                                             |                        |
| 1976年                                                     | ボヘミアン・ラプソディ                       | クイーン                                                             |                        |
| 1977年                                                     | ハードラック・ウーマン                       | キッス                                                               |                        |
| 1978年                                                     | ストレンジャー                               | ビリー・ジョエル                                                     |                        |
| 1979年                                                     | ブレックファスト・イン・アメリカ             | スーパートランプ                                                     |                        |
| 1980年                                                     | ガラスのニューヨーク                         | ビリー・ジョエル                                                     |                        |
| 1981年                                                     | 愛のコリーダ                                 | クインシー・ジョーンズ                                               |                        |
| 1982年                                                     | エボニー・アンド・アイボリー                 | ポール・マッカートニー＆スティーヴィー・ワンダー                     |                        |
| 1983年                                                     | フラッシュダンス～ホワット・ア・フィーリング | アイリーン・キャラ                                                   |                        |
| 1984年                                                     | フットルース                                 | ケニー・ロギンス                                                     |                        |

### 『1970年代のポップスベストヒット20』
1979年12月31日の3:30（新聞番組表上では30日27:30）より、90分の特別番組として1970年代の10年間ランキングが放送された。パーソナリティは通常放送と同じく小島一慶、番組テーマも通常放送と同じものが使われた。
ランキングの決定方法は年間ランキングや月間ランキングと同じく、週間ランキングの1位を20点、以下1点刻みで20位を1点とし、同点となった場合は同順位として発表。19位からの発表だったが、4位と3位の発表の合間には21位から30位の楽曲名およびアーティスト名の読み上げが行われた。
以下に番組で発表されたランキング（30位圏内／上位31曲）を記す。楽曲名表記は番組で読み上げられた当時の日本盤タイトルに従う。
| 順位 | 楽曲                                   | アーティスト                             | 週間ランキング 最高位 |
| ---- | -------------------------------------- | ---------------------------------------- | --------------------- |
| 1位  | コンドルは飛んでいく                   | サイモン＆ガーファンクル                 | 1位（通算7週）        |
| 2位  | ストレンジャー                         | ビリー・ジョエル                         | 1位（3週連続）        |
| 3位  | ボヘミアン・ラプソディ                 | クイーン                                 | 1位（通算8週）        |
| 4位  | イエスタデイ・ワンス・モア             | カーペンターズ                           | 1位（8週連続）        |
| 5位  | 男の世界                               | ジェリー・ウォレス                       | 1位（6週連続）        |
| 6位  | オールド・ファッションド・ラヴ・ソング | スリー・ドッグ・ナイト                   | 1位（7週連続）        |
| 7位  | クエスチョンズ67＆68                   | シカゴ                                   | 1位（5週連続）        |
| 8位  | ブレックファスト・イン・アメリカ       | スーパートランプ                         | 1位（通算5週）        |
| 9位  | メタル・グゥルー                       | T.レックス                               | 1位（5週連続）        |
| 10位 | イーグル                               | アバ                                     | 1位（8週連続）        |
| 10位 | ジェット                               | ポール・マッカートニー＆ウイングス       | 1位（5週連続）        |
| 12位 | クロコダイル・ロック                   | エルトン・ジョン                         | 1位（4週連続）        |
| 13位 | 恋のかけひき                           | ハミルトン、ジョー・フランク＆レイノルズ | 1位（6週連続）        |
| 13位 | 恋のほのお                             | エジソン・ライトハウス                   | 1位（3週連続）        |
| 13位 | 名前のない馬                           | アメリカ                                 | 1位（4週連続）        |
| 16位 | ラヴィン・ユー・ベイビー               | キッス                                   | 2位（5週連続）        |
| 17位 | アイム・セクシー                       | ロッド・スチュワート                     | 1位（8週連続）        |
| 18位 | アローン・アゲイン                     | ギルバート・オサリバン                   | 1位（6週連続）        |
| 19位 | うつろな愛                             | カーリー・サイモン                       | 1位（7週連続）        |
| 19位 | 愛は夢の中に                           | カーペンターズ                           | 1位（6週連続）        |
| 21位 | ハード・ラック・ウーマン               | キッス                                   | 1位（4週連続）        |
| 22位 | イエロー・リヴァー                     | クリスティ                               | 1位（6週連続）        |
| 23位 | やさしく歌って                         | ロバータ・フラック                       | 1位（通算5週）        |
| 24位 | 天使のささやき                         | ザ・スリー・ディグリーズ                 | 1位（1週）            |
| 25位 | ゲット・ダウン                         | ギルバート・オサリバン                   | 1位（3週連続）        |
| 26位 | ヴーレー・ヴー                         | アバ                                     | 1位（7週連続）        |
| 27位 | マイ・ラヴ                             | ポール・マッカートニー＆ウイングス       | 1位（5週連続）        |
| 27位 | オネスティ                             | ビリー・ジョエル                         | 1位（通算5週）        |
| 29位 | 悲しみのアンジー                       | ローリング・ストーンズ                   | 1位（5週連続）        |
| 30位 | デイ・アフター・デイ                   | バッドフィンガー                         | 1位（通算3週）        |
| 30位 | キラー・クイーン                       | クイーン                                 | 1位（5週連続）        |

## 番組終了後
番組終了後、TBSラジオの洋楽チャート発表は『ヒット・オン・サンデー』（松宮一彦・シャーリー富岡、日曜9:00～）の1コーナーとして引き継がれ、1989年4月より『TBSサンデーベストテン』（浦口直樹、日曜8:05～）として17年ぶりに歌謡曲のベストテン番組と統合、番組の前半部分が歌謡ベストテンの発表、後半部分がポップスベストテンの発表という形式で放送された（1994年まで）。